# Viktor Prjažnikov
Viktor Romanovič Prjažnikov (rusko Виктор Романович Пряжников), ruski hokejist, * 23. december 1933, Elektrostalj, Moskovska oblast, Rusija, † 17. april 2008, Moskva, Rusija.
Prjažnikov je v sovjetski ligi celotno kariero igral za klub Krila Sovjetov, skupno na 400-ih prvenstvenih tekmah, na katerih je dosegel 166 golov. Za sovjetsko reprezentanco je nastopil na enih olimpijskih igrah, na katerih je osvojil bronasto medaljo, in enem svetovnem prvenstvu (brez olimpijskih iger), na katerem je osvojil srebrno medaljo. Za reprezentanco je nastopil na triindvajsetih tekmah, na katerih je dosegel osem golov.

## Pregled kariere
Odebeljeno - reprezentančni nastopi, glej tudi Statistika pri hokeju na ledu.
| Moštvo          | Liga                 | Sezona |    | Redni del | Redni del | Redni del | Redni del | Redni del | Redni del |   | Končnica | Končnica | Končnica | Končnica | Končnica | Končnica |
| --------------- | -------------------- | ------ | -- | --------- | --------- | --------- | --------- | --------- | --------- | - | -------- | -------- | -------- | -------- | -------- | -------- |
| Moštvo          | Liga                 | Sezona | OT | G         | P         | T         | +/-       | KM        | OT        | G | P        | T        | +/-      | KM       |          |          |
| Sovjetska zveza | Svetovno prvenstvo A | 59     |    | 7         | 5         |           | 5         |           |           |   |          |          |          |          |          |          |
| Sovjetska zveza | Olimpijske igre      | 60     |    | 3         | 2         | 0         | 2         |           | 0         |   |          |          |          |          |          |          |
| Skupaj          |                      |        |    | 10        | 7         | 0         | 7         |           | 0         |   |          |          |          |          |          |          |